# Wybrzeże Kości Słoniowej na letnich igrzyskach olimpijskich
Wybrzeże Kości Słoniowej  startuje na letnich IO od 1964 roku nieprzerwanie, z wyjątkiem igrzysk w 1980 roku. Pierwszy medal zdobył w 1984 roku Gabriel Tiacoh w biegu na 400 m. W Rio reprezentanci WKS zdobyli dwa medale. Ruth Gbagbi zdobyła brązowy medal w Taekwondo w kategorii kobiet do 67 kg natomiast Cheick Sallah Cissé zdobył złoty medal w kategorii mężczyzn do 80 kg. Jest to pierwszy złoty medal dla reprezentanta WKS. Cissé stanął na najniższym stopniu podium osiem lat później w Paryżu.

## Klasyfikacja medalowa
| Olimpiada           | Złoto | Srebro | Brąz | Razem |
| ------------------- | ----- | ------ | ---- | ----- |
| 1964 Tokio          | 0     | 0      | 0    | 0     |
| 1968 Meksyk         | 0     | 0      | 0    | 0     |
| 1972 Monachium      | 0     | 0      | 0    | 0     |
| 1976 Montreal       | 0     | 0      | 0    | 0     |
| 1984 Los Angeles    | 0     | 1      | 0    | 1     |
| 1988 Seul           | 0     | 0      | 0    | 0     |
| 1992 Barcelona      | 0     | 0      | 0    | 0     |
| 1996 Atlanta        | 0     | 0      | 0    | 0     |
| 2000 Sydney         | 0     | 0      | 0    | 0     |
| 2004 Ateny          | 0     | 0      | 0    | 0     |
| 2008 Pekin          | 0     | 0      | 0    | 0     |
| 2012 Londyn         | 0     | 0      | 0    | 0     |
| 2016 Rio de Janeiro | 1     | 0      | 1    | 2     |
| 2020 Tokio          | 0     | 0      | 1    | 1     |
| 2024 Paryż          | 0     | 0      | 1    | 1     |
| Razem               | 1     | 1      | 3    | 5     |

### Klasyfikacja według dyscyplin
| Dyscyplina    | Złoto | Srebro | Brąz | Razem |
| ------------- | ----- | ------ | ---- | ----- |
| lekkoatletyka | 0     | 1      | 0    | 1     |
| taekwondo     | 1     | 0      | 3    | 4     |